# Paula Prentiss
Paula Prentiss, född Ragusa den 4 mars 1938 i San Antonio, Texas, är en amerikansk skådespelerska. Hon blev känd genom en rad komedifilmer i början av 1960-talet. Sedan 1980-talet har hon bara synts i ett fåtal film- och tv-roller. Hon är gift med skådespelaren och regissören Richard Benjamin sedan 1961.